# Jesenje
Jesenje es un municipio de Croacia en el condado de Krapina-Zagorje.

## Geografía
Se encuentra a una altitud de 367 m s. n. m. a 72 km de la capital nacional, Zagreb.

## Demografía
En el censo 2011, el total de población del municipio fue de 1551 habitantes, distribuidos en las siguientes localidades:
- Brdo Jesenjsko - 167
- Cerje Jesenjsko - 159
- Donje Jesenje - 355
- Gornje Jesenje - 746
- Lužani Zagorski - 124